# Amathay-Vésigneux
Amathay-Vésigneux é uma comuna francesa na região administrativa de Borgonha-Franco-Condado, no departamento de Doubs. Estende-se por uma área de 12,13 km². Em 2010 a comuna tinha 168 habitantes (densidade: 13,8 hab./km²).